# Liste der Ausbildungseinrichtungen der Bundeswehr
Diese Liste der Ausbildungseinrichtungen der Bundeswehr gibt einen Überblick über aktive Schulen und andere Einrichtungen der Bundeswehr, deren Hauptauftrag die Ausbildung ist. Sie ist gegliedert nach Teilstreitkraft beziehungsweise Organisationsbereich. Die genannten Truppenteile wurden dem jeweiligen Abschnitt Organisation des Netzauftritts der offiziellen Webpräsenz der Bundeswehr entnommen.

## Heer
| Dienststelle                                     | Dienststelle | Dienststelle    | Unterstellte Dienststelle                   | Unterstellte Dienststelle | Unterstellte Dienststelle |
|                                                  | Standort     | Netzauftritt    |                                             | Standort                  | Netzauftritt              |
| ------------------------------------------------ | ------------ | --------------- | ------------------------------------------- | ------------------------- | ------------------------- |
| Infanterieschule                                 | Hammelburg   | InfS            | Gebirgs- und Winterkampfschule              | Mittenwald                | Geb/WiKpfS                |
| Infanterieschule                                 | Hammelburg   | InfS            | Luftlande-/Lufttransportschule              | Altenstadt                | LL/LTrspS                 |
| Infanterieschule                                 | Hammelburg   | InfS            | Ausbildungsstützpunkt Spezialkräfte Heer    | Calw                      | AusbStpSpzKrH             |
| Panzertruppenschule                              | Munster      | PzTrS           | Heeresaufklärungsschule                     | Munster                   | HAufklS                   |
| Panzertruppenschule                              | Munster      | PzTrS           | Schule gepanzerte Kampftruppen              | Munster                   | SgepKpfTr                 |
| Panzertruppenschule                              | Munster      | PzTrS           | Artillerieschule                            | Idar-Oberstein            | ArtS                      |
| Pionierschule                                    | Ingolstadt   | PiS             | Kampfmittelabwehrschule                     | Stetten am kalten Markt   | KpfmAbwS                  |
| Ausbildungszentrum Spezielle Operationen         | Pfullendorf  | AusbZSpezlOp    |                                             |                           |                           |
| Technische Schule des Heeres                     | Aachen       | TSH             |                                             |                           |                           |
| Ausbildungs- und Übungszentrum Luftbeweglichkeit | Celle        | Ausb/ÜbZLbwglk  |                                             |                           |                           |
| Gefechtssimulationszentrum Heer                  | Wildflecken  | GefSimZH        |                                             |                           |                           |
| Gefechtsübungszentrum Heer                       | Letzlingen   | GefÜbZH         |                                             |                           |                           |
| Offizierschule des Heeres                        | Dresden      | OSH             | Taktikzentrum des Heeres                    | Dresden                   | TZH                       |
| Unteroffizierschule des Heeres                   | Delitzsch    | USH             | Feldwebel-/Unteroffizieranwärterbataillon 1 | Sondershausen             | FA/UA-Btl 1               |
| Unteroffizierschule des Heeres                   | Delitzsch    | USH             | Feldwebel-/Unteroffizieranwärterbataillon 2 | Celle                     | FA/UA-Btl 2               |
| Unteroffizierschule des Heeres                   | Delitzsch    | USH             | Feldwebel-/Unteroffizieranwärterbataillon 3 | Altenstadt                | FA/UA-Btl 3               |
| Vereinte Nationen Ausbildungszentrum Bundeswehr  | Hammelburg   | VNAusbZBw       |                                             |                           |                           |
| Internationales Hubschrauberausbildungszentrum   | Bückeburg    | IntHubschrAusbZ |                                             |                           |                           |

## Luftwaffe
| Dienststelle                                                    | Dienststelle                | Dienststelle      | Unterstellte Dienststelle | Unterstellte Dienststelle | Unterstellte Dienststelle |
|                                                                 | Standort                    | Netzauftritt      |                           | Standort                  | Netzauftritt              |
| --------------------------------------------------------------- | --------------------------- | ----------------- | ------------------------- | ------------------------- | ------------------------- |
| Offizierschule der Luftwaffe                                    | Fürstenfeldbruck            | OSLw              |                           |                           |                           |
| Unteroffizierschule der Luftwaffe                               | Appen Heide                 | USLw              |                           |                           |                           |
| Luftwaffenausbildungsbataillon                                  | Germersheim Roth            | LwAusbBtl         |                           |                           |                           |
| Waffenschule Luftwaffe                                          | Laage                       | WaSLw             |                           |                           |                           |
| Technisches Ausbildungszentrum der Luftwaffe                    | Faßberg                     | TAusbZLw          | Abteilung Nord            | Faßberg Wunstorf          | TAusbZLw Abt Nord         |
| Technisches Ausbildungszentrum der Luftwaffe                    | Faßberg                     | TAusbZLw          | Abteilung Süd             | Kaufbeuren Lagerlechfeld  | TAusbZLw Abt Süd          |
| Technisches Ausbildungszentrum der Luftwaffe                    | Faßberg                     | TAusbZLw          | Fachschule der Luftwaffe  | Faßberg                   | FSLw                      |
| Taktisches Aus- und Weiterbildungszentrum Flugabwehrraketen USA | Fort Bliss, El Paso         | TAWZ FlaRakLw USA |                           |                           |                           |
| Taktisches Ausbildungskommando der Luftwaffe USA                | Sheppard AFB, Wichita Falls | TAusbKdoLw USA    |                           |                           |                           |

## Marine
| Dienststelle                                    | Standort             | Netzauftritt |
| ----------------------------------------------- | -------------------- | ------------ |
| Marineschule Mürwik                             | Flensburg            | MSM          |
| Marineunteroffizierschule                       | Plön                 | MUS          |
| Marineoperationsschule                          | Bremerhaven          | MOS          |
| Marinetechnikschule                             | Parow                | MTS          |
| Einsatzausbildungszentrum Schadensabwehr Marine | Neustadt in Holstein | EAZS M       |

## Sanitätsdienst
| Dienststelle                    | Standort    | Netzauftritt |
| ------------------------------- | ----------- | ------------ |
| Sanitätsakademie der Bundeswehr | München     | SanAkBw      |
| Sanitätslehrregiment            | Feldkirchen | SanLehrRgt   |

## Streitkräftebasis
| Dienststelle                                        | Standort                       | Netzauftritt     |
| --------------------------------------------------- | ------------------------------ | ---------------- |
| Integriertes Fach- und Ausbilderzentrum SASPF Bw    | Aachen                         | IFAZ SASPF Bw    |
| Logistikschule der Bundeswehr                       | Garlstedt Osterholz-Scharmbeck | LogSBw           |
| Schule ABC-Abwehr und Gesetzliche Schutzaufgaben    | Sonthofen                      | SABCAbw/GSchAufg |
| Sportschule der Bundeswehr                          | Warendorf                      | SportSBw         |
| Schule für Diensthundewesen der Bundeswehr          | Ulmen                          | SDstHundeBw      |
| Schule für Feldjäger und Stabsdienst der Bundeswehr | Hannover                       | SFJg/StDstBw     |
| Zentrum Informationsarbeit Bundeswehr               | Strausberg                     | ZInfoABw         |
| Zentrum Kraftfahrwesen der Bundeswehr               | Mönchengladbach                | ZKfWBw           |
| NATO School Oberammergau                            | Oberammergau                   | NSO              |
| Bundesakademie für Sicherheitspolitik               | Berlin                         | BAKS             |

## Cyber- und Informationsraum
| Dienststelle           | Standort                                                        | Netzauftritt |
| ---------------------- | --------------------------------------------------------------- | ------------ |
| Ausbildungszentrum CIR | Pöcking Feldafing Flensburg Graben Kleinaitingen Bonn Karlsruhe | AusbZ CIR    |

## Weitere Dienststellen
| Dienststelle                                                                        | Standort | Netzauftritt      |
| ----------------------------------------------------------------------------------- | -------- | ----------------- |
| Bildungszentrum der Bundeswehr                                                      | Mannheim | BiZBw             |
| Bundessprachenamt                                                                   | Hürth    | BSprA             |
| Hochschule des Bundes für öffentliche Verwaltung - Fachbereich Bundeswehrverwaltung | Mannheim | HS Bund - FB BwVw |
| Helmut-Schmidt-Universität                                                          | Hamburg  | HSU/UniBw Hamburg |
| Universität der Bundeswehr München                                                  | München  | UniBw M           |
| Führungsakademie der Bundeswehr                                                     | Hamburg  | FüAkBw            |